# Oalgomo
Oalgomo ist eine osttimoresische Aldeia im Suco Ai-Assa (Verwaltungsamt Bobonaro, Gemeinde Bobonaro). 2015 lebten in der Aldeia 462 Menschen.

## Geographie
Oalgomo liegt im Zentrum des Sucos Ai-Assa. Südwestlich befindet sich die Aldeia Odelgomo, westlich die Aldeia Mazop und nordwestlich die Aldeia Al-Assa. Im Norden grenzt Oalgomo an den Suco Bobonaro und im Süden an den Suco Sibuni. Entlang der Grenze zu Odelgomo und Sibuni fließt der Laco, ein Nebenfluss des Loumea. Wie ein Rückgrat der Aldeia erstreckt sich ein kleines Bergmassiv entlang der Mitte der Aldeia. Am Berghang im Südosten liegt das Dorf Oalgomo. Entlang des Höhenkamms führt eine kleine Straße in Richtung des Ortes Bobonaro. Im Süden führt sie über einen Furt weiter nach Sibuni.
Im Dorf Oalgomo liegt eine Grundschule. Der Friedhof der Aldeia liegt auf dem Bergkamm im Zentrum der Aldeia.

## Politik
2023 wurde Venancio M. Barreto zum Chefe de Aldeia gewählt.